# بن کوردی
بن کوردی (انگلیسی: Ben Corday؛ ۱۸۷۵ –۲۰ فوریهٔ ۱۹۳۸) بازیگر اهل ایالات متحده آمریکا بود.
از فیلم‌هایی که وی در آن‌ها نقش داشته‌است، می‌توان به لوک، فال‌بین اشاره نمود.